# Lisewo Wąskotorowe
Lisewo Wąskotorowe – nieczynna stacja kolejowa na sieci Gdańskiej Kolei Dojazdowej w Lisewie Malborskim.
W końcu lat dziewięćdziesiątych XIX wieku nastąpił szybki rozwój przemysłu rolno - spożywczego na Żuławach Wiślanych. Kolej wąskotorowa okazała się być najatrakcyjniejszą formą transportu płodów rolnych do zakładów przetwórczych w Nowym Stawie, Nowym Dworze Gdańskim i Malborku. W 1891 roku powołano spółkę Westpreußische Kleinbahnen Aktien-Gesellschaft (Zachodniopruska Spółka Małych Kolei), będącą zarządcą i operatorem linii wąskotorowych na Żuławach.
W 1898 roku wybudowano linię kolejową z Lisewa do Kraśniewa, przedłużoną w 1900 roku do Malborka Kałdowa Wąskotorowego. 15 sierpnia 1899 roku oddano do użytku odcinek z Lisewa do Lichnów. W tamtym czasie wybudowano także kompleks zabudowań stacyjnych i warsztatów. W 1945 roku sieć Gdańskich Kolei Dojazdowych przejęły PKP. 1 września 1988 roku zawieszono przewozy pasażerskie do Malborka Kałdowa, natomiast w 1996 zawieszono przewozy pasażerów i towarów na całej sieci Gdańskich Kolei Dojazdowych.
Do chwili zamknięcia Lisewo Wąskotorowe było obok Nowego Dworu Gdańskiego Wąskotorowego najważniejszą stacją na sieci Gdańskich Kolei Dojazdowych. Przy stacji kolejowej zlokalizowano lokomotywownię, wagonownię oraz warsztaty naprawcze taboru wąskotorowego. Stacja kolei wąskotorowej w Lisewie Malborskim była punktem stycznym z normalnotorową siecią PKP. Do początku lat dziewięćdziesiątych XX wieku w Lisewie funkcjonowała stacja przeładunkowa na styku linii normalnotorowej i wąskotorowej.